# La calera (novela)
Novela de Thomas Bernhard. Publicada originalmente en alemán en 1970 [Das Kalkwerk (Suhrkamp Verlag Frankfurt am Main)] fue traducida al español por primera vez por Miguel Sáenz en 1984 (Alianza Editorial-Alianza Tres). Es reconocida como una de sus obras maestras.

## Argumento
Konrad y su mujer (que también es su hermanastra) inválida tras años de tratamiento médico equivocado, viven en La Calera, viejo edificio ahora fuera de servicio, aislado por el agua y las rocas. Konrad está preparando un ‘estudio sobre el oído’ y necesita el aislamiento en un edificio como ese; su oído especialmente sensible se agudiza en el silencio de la Calera: ha conseguido ‘oírlo sencillamente todo’. Desde hace años quiere poner por escrito su ‘estudio’, que tiene completo en la cabeza, pero no consigue pasar de las primeras palabras. La señora Konrad considera ese ‘estudio’ una quimera.
Konrad mata a su mujer con una carabina el día de Nochebuena y, tras dos días escondido en el colector de estiércol líquido de detrás de la Calera, es arrestado por los gendarmes. Metido en la celda del juzgado de Wels, Konrad no responde a las preguntas que le hacen.

## Personajes
- Konrad: propietario de la Calera
- La sra. Konrad: mujer y hermanastra de Konrad
- Wieser: administrador, confidente de Konrad
- Fro: administrador, confidente de Konrad
- Höller: vecino de la Calera
- Hörhager: sobrino de Konrad, antiguo propietario de la Calera
- Koller: leñador y guardabosque
- Ulrich: inspector forestal

## Objetos y lugares
- La habitación enmaderada: la habitación más fría de la Calera
- El Kropotkin: el libro favorito de Konrad
- El Ofterdingen: el libro favorito de la sra. Konrad
- La carabina Mannlicher: el arma del crimen
- La casa adyacente: la casa en la que vive Höller
- El Francis Bacon: el objeto más preciado por Konrad
- La sinfonía Haffner: disco favorito de la sra. Konrad
- Laska:	pueblo vecino
- Toblach: el pueblo de los padres de la sra. Konrad
- Sicking: pueblo en el que está la Calera
- Wels: ciudad en que está encarcelado Konrad